# Palm Universal Connector
El Palm Universal Connector es el conector situado en la base de sus estandarizado por Palm, Inc. para reemplazar al antiguo conector serial presente en sus primeras PDAs. Presenta el avance de incorporar USB para conectarse al equipo host. Es licenciado a terceros (por ejemplo Garmin), y se emplea de 2001 a 2004 en la mayoría de sus equipos, aunque algunos de los que lanza durante ese tiempo no lo incorporen (por ejemplo el Tungsten E tiene un conector mini-USB).
Gracias a esto los accesorios pueden utilizarse entre varios modelos , lo que facilita la proliferación de accesorios. De serie con los equipos se entrega una cuna de sincronización con el ordenador personal host (PC o Mac) o un cable de comunicaciones con algunos modelos. Ambos permiten cargar los equipos con batería desde la alimentación del USB. A esto se añaden teclados plegables (entre los que destaca el modelo flexible de Logitech que hace además funciones de funda), packs de baterías, módems por cable o inalámbricos, camisas Bluetooth y varios más.
El Universal Connector ha sido abandonado en favor de un nuevo estándar, el Palm Multi-Connector. Esta decisión recibió críticas de los usuarios al no aportar nuevas prestaciones, obligar a cambiar los accesorios si se modernizaba el equipo y su fragilidad frente al Palm Universal Connector.

## Modelos dePalmcon Universal Connector
- Palm m125
- Palm m130
- Palm m500
- Palm m505
- Palm m515
- Palm i705
- Tungsten T
- Tungsten T2
- Tungsten T3
- Tungsten C
- Tungsten W
- Zire 71

## Modelos deGarmincon Universal Connector
- Garmin iQue 3600
- Garmin iQue 3200